# Berresa meeki
Berresa meeki là một loài bướm đêm trong họ Noctuidae.